# Pteronotus macleayii
Pteronotus macleayii es una especie de murciélago de la familia Mormoopidae.

## Distribución geográfica
Se encuentra en Cuba y Jamaica, extinto en las  Bahamas.